# Далія Зафирова
Далія Зафирова (нар. 2 квітня 1991) — колишня болгарська тенісистка.
Найвищу одиночну позицію світового рейтингу — 499 місце досягла 21 вересня 2009, парну — 410 місце — 11 листопада 2013 року.
Здобула 2 одиночні та 8 парних титулів туру ITF.
Завершила кар'єру 2013 року.

## Фінали ITF

### Одиночний розряд: 5 (2–3)
| Легенда          |
| ---------------- |
| Турніри $100,000 |
| Турніри $75,000  |
| Турніри $50,000  |
| Турніри $25,000  |
| Турніри $10,000  |

| Фінали за покриттям |
| ------------------- |
| Тверде (0–0)        |
| Ґрунт (2–3)         |
| Трава (0–0)         |
| Килим (0–0)         |

| Результат | W–L | Дата     | Турнір               | Рівень | Покриття | Суперниця           | Рахунок       |
| --------- | --- | -------- | -------------------- | ------ | -------- | ------------------- | ------------- |
| Поразка   | 0–1 | Жов 2008 | ITF Салоніки, Греція | 10,000 | Ґрунт    | Марлот Медденс      | 1–6, 0–6      |
| Перемога  | 1–1 | Лип 2009 | ITF Прокуплє, Сербія | 10,000 | Ґрунт    | Александра Крунич   | 6–3, 7–6(7–3) |
| Поразка   | 1–2 | Вер 2011 | ITF Варна, Болгарія  | 10,000 | Ґрунт    | Raluca Elena Platon | 0–6, 1–6      |
| Перемога  | 2–2 | Вер 2012 | ITF Белград, Сербія  | 10,000 | Ґрунт    | Lucia Butkovská     | 6–2, 6–0      |
| Поразка   | 2–3 | Вер 2012 | ITF Белград, Сербія  | 10,000 | Ґрунт    | Наталія Костич      | 4–6, 3–6      |

### Парний розряд 17 (8–9)
| Легенда          |
| ---------------- |
| Турніри $100,000 |
| Турніри $75,000  |
| Турніри $50,000  |
| Турніри $25,000  |
| Турніри $10,000  |

| Фінали за покриттям |
| ------------------- |
| Тверде (0–0)        |
| Ґрунт (8–9)         |
| Трава (0–0)         |
| Килим (0–0)         |

| Результат | W–L | Дата     | Турнір                          | Рівень | Покриття | Партнерка            | Суперниці                               | Рахунок           |
| --------- | --- | -------- | ------------------------------- | ------ | -------- | -------------------- | --------------------------------------- | ----------------- |
| Поразка   | 0–1 | Тра 2009 | ITF Бухарест, Румунія           | 10,000 | Ґрунт    | Дессислава Младенова | Лаура Йоана Пар Diana-Andreea Gae       | 1–6, 7–5, [12–14] |
| Перемога  | 1–1 | Кві 2010 | ITF Анталія, Туреччина          | 10,000 | Ґрунт    | Міхаела Бузернеску   | Вероніка Хвойкова Мартіна Кубічикова    | 7–6(7–1), 7–5     |
| Перемога  | 2–1 | Кві 2010 | ITF Шибеник, Хорватія           | 10,000 | Ґрунт    | Александра Каданцу   | Марія Абрамович Меделіна Гожня          | 6–2, 6–3          |
| Поразка   | 2–2 | Лип 2010 | ITF Бухарест, Румунія           | 10,000 | Ґрунт    | Дессислава Младенова | Дьяна Енаке Андрея Міту                 | 3–6, 1–6          |
| Поразка   | 2–3 | Тра 2011 | ITF Веленє, Словенія            | 10,000 | Ґрунт    | Деяна Райкович       | Марія Абрамович Скарлетт Вернер         | 4–6, 4–6          |
| Поразка   | 2–4 | Лип 2011 | ITF Палич, Сербія               | 10,000 | Ґрунт    | Karina Goia          | Ольга Брозда Наталія Колат              | 2–6, 3–6          |
| Перемога  | 3–4 | Жов 2011 | ITF Пирот, Сербія               | 10,000 | Ґрунт    | Чілла Ардьєлан       | Jelena Lazarević Ana Mihaela Vlăduțu    | 6–2, 6–2          |
| Поразка   | 3–5 | Жов 2011 | ITF Дубровник, Хорватія         | 10,000 | Ґрунт    | Мартіна Кубічикова   | Вікторія Кан Барбора Крейчикова         | 6–7(3–7), 0–6     |
| Поразка   | 3–6 | Тра 2012 | ITF Timișoara, Румунія          | 10,000 | Ґрунт    | Ліна Джорческа       | Теодора Мирчич Андрея Міту              | 1–6, 2–6          |
| Перемога  | 4–6 | Чер 2012 | ITF Кельн, Німеччина            | 10,000 | Ґрунт    | Джулія Майр          | Наталія Россі Кароліна Себальйос        | 6–1, 6–1          |
| Перемога  | 5–6 | Лип 2012 | ITF Прокуплє, Сербія            | 10,000 | Ґрунт    | Ліна Гьорчеська      | Гюля Есен Лютфіє Есен                   | 6–3, 6–2          |
| Поразка   | 5–7 | Лип 2012 | ITF Прокуплє, Сербія            | 10,000 | Ґрунт    | Ліна Гьорчеська      | Lucia Butkovská Кан Вікторія Родіонівна | 0–6, 6–2, [7–10]  |
| Поразка   | 5–8 | Сер 2012 | ITF Пирот, Сербія               | 10,000 | Ґрунт    | Ліна Гьорчеська      | Raluca Elena Platon Ева Ваканно         | 2–6, 6–1, [8–10]  |
| Перемога  | 6–8 | Лип 2013 | ITF Прокуплє, Сербія            | 10,000 | Ґрунт    | Ліна Гьорчеська      | Вікторія Томова Вікторія Раїчіч         | 6–3, 6–0          |
| Перемога  | 7–8 | Сер 2013 | ITF Брчко, Боснія і Герцеговина | 10,000 | Ґрунт    | Ліна Гьорчеська      | Katarina Jokić Николина Йович           | 7–5, 6–1          |
| Поразка   | 7–9 | Вер 2013 | ITF Добрич, Болгарія            | 25,000 | Ґрунт    | Ізабелла Шинікова    | Ксенія Кнолль Теодора Мирчич            | 5–7, 6–7(5–7)     |
| Перемога  | 8–9 | Жов 2013 | ITF Албена, Болгарія            | 10,000 | Ґрунт    | Ева Ваканно          | Ліна Гьорчеська Камелія Хрістя          | 4–6, 6–2, [10–8]  |